# Anchor Crag
Der Anchor Crag (englisch für Anker-Fels) ist ein 1210 m hohes Felsenkliff im Grahamland auf der Antarktischen Halbinsel. Es ragt 6,5 km nordnordöstlich des Mount Gilbert an der Nordflanke des Airy-Gletschers auf.
Luftaufnahmen der Formation entstanden am 27. November 1947 im Rahmen der US-amerikanischen Ronne Antarctic Research Expedition (1947–1948). Der Falkland Islands Dependencies Survey nahm am 4. November 1958 eine Vermessung vor. Das UK Antarctic Place-Names Committee benannte es 1962 nach einer vom Survey entdeckten Wechte an der Front des Kliffs, die in ihrer Form an einen Schiffsanker erinnerte.